# Народна общност
Народна общност (на гренландски: Inuit Ataqatigiit) е лява социалистическа политическа партия в Гренландия.
Основана е през 1976 година и се обявява за пълна независимост на страната от Дания. Партията е основната опозиция отляво на управлявалата от 1979 до 2009 година партия Напред. През 2009 година Народна общност печели най-голям брой места в парламента и нейният лидер Куупик Клейст формира коалиционно правителство с десноцентристките партии Демократи и Обединение на кандидатите.
На изборите през 2013 година Народна общност остава на второ място с 34% от гласовете и 11 от 31 места в парламента и се очаква да остане в опозиция.